# Locarno

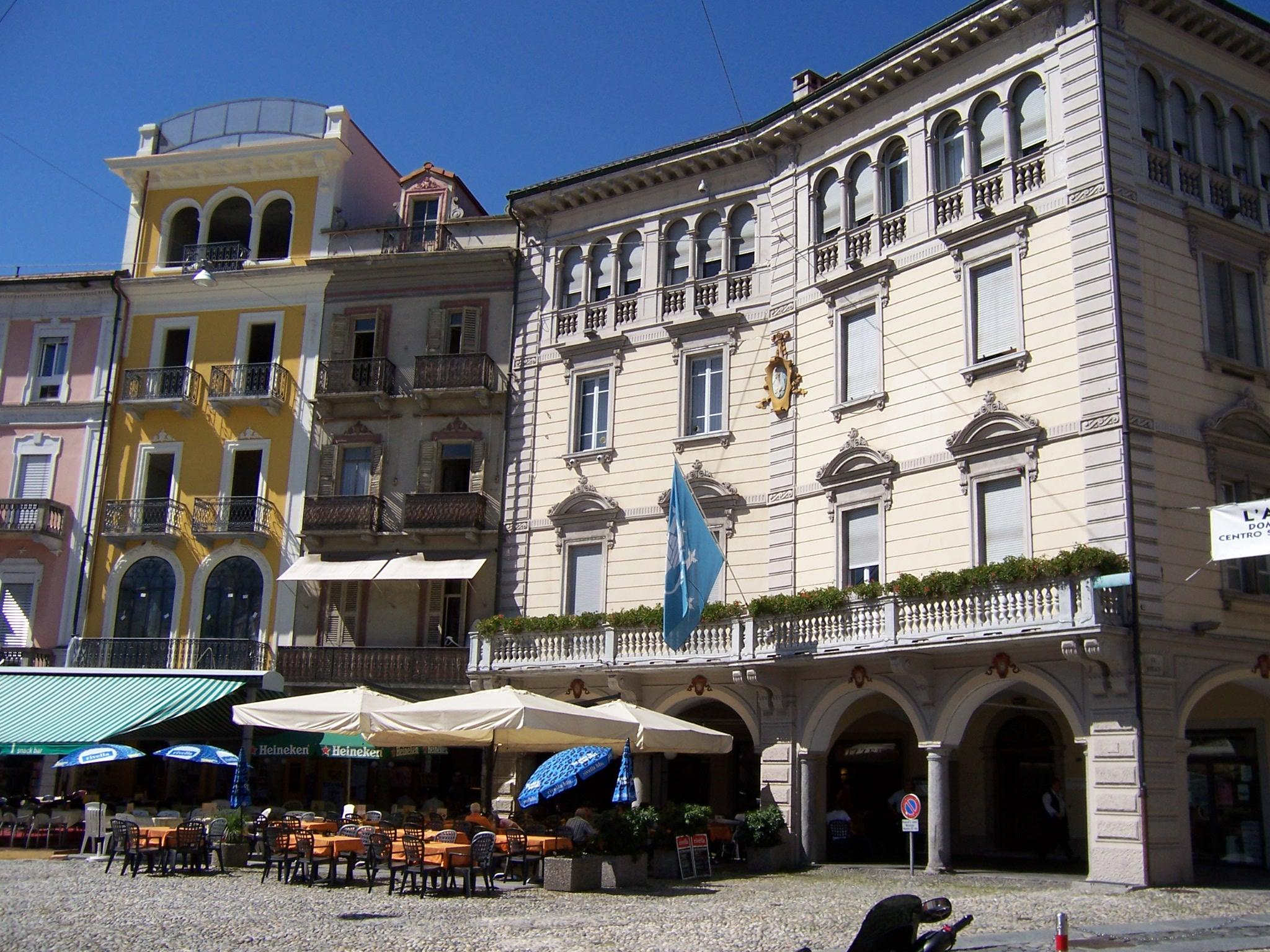
Locarno (Piazza Grande)

Locarno este un oraș în Elveția, în care are loc un celebru festival de film.